# Jake Stormoen

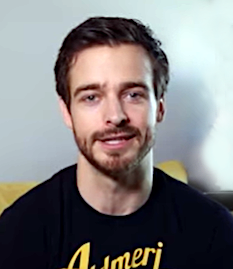
Jake Stormoen (2018)

Jacob Leif Stormoen (* 20. Juli 1988 in Minneapolis, Minnesota) ist ein US-amerikanischer Schauspieler, Filmproduzent und Filmregisseur. Einem breiten Publikum wurde er durch seine Rolle des Halb-Elfen Dagen in der Mythica-Filmreihe und seiner Rolle als Captain Garret Spears in der Fernsehserie The Outpost bekannt.

## Leben
Stormoen wurde am 20. Juli 1988 in Minneapolis als Sohn norwegischer Einwanderer geboren. Er hat eine jüngere Schwester. Seit seiner Zeit an der High School ist er mit Kristian Nairn befreundet. Die beiden lernten sich über das Computerspiel World of Warcraft kennen. Nach seinem Abschluss an der High School begann er ein Studium an der University of Southern Queensland im australischen Toowoomba. Er schloss sein Studium in Creative Media mit einem Bachelor-Abschluss ab. Nach einem halben Jahr zog er zurück in die USA nach Los Angeles, um mit dem Schauspiel zu beginnen.
Er gab 2006 im Kurzfilm Deadbolt sein Filmschauspieldebüt. 2008 erhielt er eine Rolle im Film Step Up to the Streets. 2014 stellte er die Rolle des Halb-Elfen Dagen im Film Mythica – Weg der Gefährten dar. Die Rolle übernahm er in den nächsten Jahren in vier weiteren Filmen der Reihe. 2017 spielte er in neun Episoden der Fernsehserie Extinct mit. 2018 stellte er die Hauptrolle des Mateho im Film Knights of the Witch dar. Von 2018 bis 2021 verkörperte er die Rolle des Captain Garret Spears in der Fernsehserie The Outpost in insgesamt 49 Episoden. 2021 produzierte er die Romanze Verlorene Liebe in der Wildnis – Love, Lost & Found, die auch in Deutschland im Videoverleih erschien.

## Filmografie (Auswahl)

### Schauspiel
- 2006: Deadbolt (Kurzfilm)
- 2007: Absolute
- 2008: Step Up to the Streets (Step Up 2 the Streets)
- 2012: Lucky Days (Fernsehserie, Episode 1x02)
- 2012: My Gimpy Life (Fernsehserie, Episode 1x04)
- 2012: Mood (Kurzfilm)
- 2013: Zombie Break Room (Fernsehserie)
- 2013: Compossibility Theory (Kurzfilm)
- 2014: Der Weihnachtsdrache (The Christmas Dragon)
- 2014: Mochila: A Pony Express Adventure (Kurzfilm)
- 2014: Mythica – Weg der Gefährten (Mythica: A Quest for Heroes)
- 2015: Pen & Paper & Laser Guns (Fernsehserie, 2 Episoden)
- 2015: Be My Frankenstein (Kurzfilm)
- 2015: War Pigs
- 2015: Mythica – Die Ruinen von Mondiatha (Mythica: The Darkspore)
- 2015: Miracle Maker
- 2015: Mythica – Der Totenbeschwörer (Mythica: The Necromancer)
- 2016: Cyborg X – Das Zeitalter der Maschinen hat begonnen (Cyborg X)
- 2016: Mythica: The Iron Crown
- 2016: Nocturne
- 2016: Triple Wong Dare You (Kurzfilm)
- 2016: Grace Note (Kurzfilm)
- 2016: Kiss the Devil in the Dark (Kurzfilm)
- 2016: Mythica: The Godslayer
- 2017: Thirst (Kurzfilm)
- 2017: Carthage
- 2017: Extinct (Fernsehserie, 9 Episoden)
- 2017: Relationship Status (Fernsehserie, Episode 3x06)
- 2018: Knights of the Witch (The Appearance)
- 2018: Devil’s Got My Back (Fernsehfilm)
- 2018: Weihnachtsball im Wunderland (Christmas Wonderland, Fernsehfilm)
- 2018–2021: The Outpost (Fernsehserie, 49 Episoden)
- 2019: Her Deadly Reflections (Fernsehfilm)
- 2019: Phoenix Blue (Kurzfilm)
- 2021: Verlorene Liebe in der Wildnis – Love, Lost & Found (Love, Lost & Found, Fernsehfilm)
- 2021: Bookworm and the Beast
- 2021: No Greater Courage, No Greater Love (Kurzfilm)
- 2022: Liebe im Gepäck – Quest for Love (Quest for Love)
- 2022: Meine Nachbarn, Weihnachten und ich (Haul Out the Holly, Fernsehfilm)
- 2022: Strong Enough

### Produktion
- 2016: Grace Note (Kurzfilm)
- 2021: Verlorene Liebe in der Wildnis – Love, Lost & Found (Love, Lost & Found, Fernsehfilm)

### Regie
- 2021: The Outpost (Fernsehserie, Episode 4x11)
- 2023: Mythica: Stormbound

## Synchronisationen (Auswahl)
- 2014: The Elder Scrolls Online (Computerspiel)
- 2024: The Elder Scrolls Online: Gold Road (Computerspiel)